# Super Six (Spiel)
]

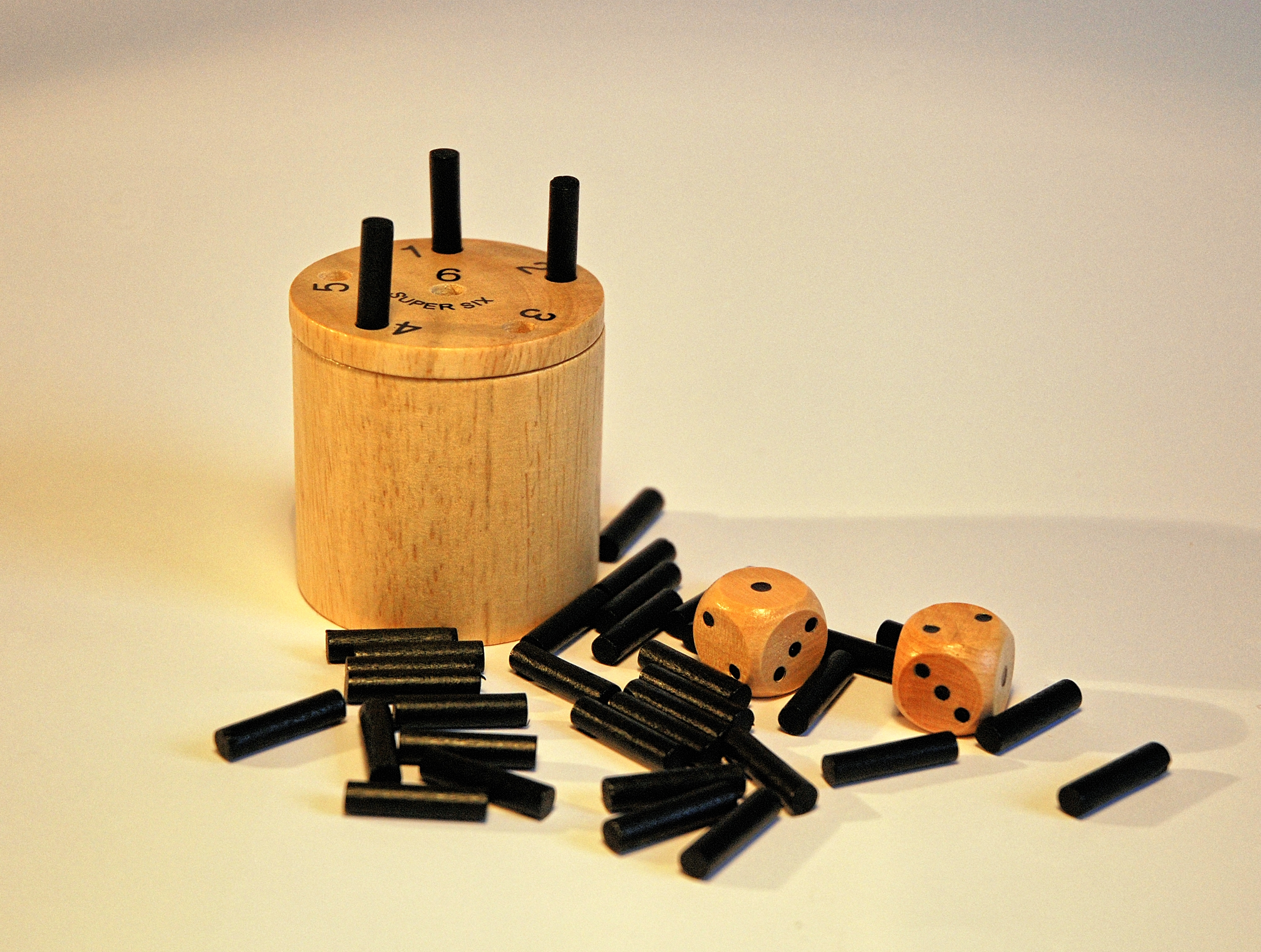
Super Six [Ausführung: Firma Grimminger

Super Six (auch 6 gewinnt, Warum immer ich! oder Weg mit der sechs genannt) ist ein Würfelspiel für Erwachsene und Kinder für zwei bis sechs Mitspieler. Es eignet sich insbesondere für die Reise oder für Wartesituationen. Aufgrund seiner kompakten Form wird es auch gern als Werbegeschenk genutzt.

## Teile und Ausstattung
Zur Ausstattung des Spiels gehören:
- 1 oder 2 Würfel,
- 36 oder mehr Stäbchen sowie
- ein Behälter, oft eine quadratische Box, eine zylinderförmige Dose oder ein Würfel mit einem kleinen Loch in der Mitte des Deckels (beschriftet mit „6“) und darum angeordnet 5 Steckplätzen, beschriftet mit den Augenzahlen „1“ bis „5“.

Das Spielmaterial wird aus unterschiedlichen Materialien hergestellt, unter anderem aus Holz, Kunststoff oder Aluminium.
Hersteller sind u. a. MESPI (Sterzing / Italien), Grimminger (Wäschenbeuren), Logoplay Holzspiele, BestSaller, Philos Spiele oder Bartl GmbH.

## Spielregeln

### Spiel mit einem Würfel
Vor Spielbeginn werden die Stäbchen gleichmäßig auf die teilnehmenden zwei bis sechs Spieler verteilt.
Typischerweise einigt man sich vorab auf die Anzahl Stäbchen, die jeder Spieler bekommen soll (z. B. 4 oder 6). Ziel des Spieles ist es, als Erster alle seine Stäbchen loszuwerden.
In der ersten Runde würfelt nun reihum jeder Spieler. Würfelt der Spieler eine „6“, darf er eins seiner Stäbchen in das Loch des Behälters stecken – es fällt hinein und verbleibt dort. Ist anderenfalls der Steckplatz, der der gewürfelten Augenzahl entspricht, noch frei, darf er ein Stäbchen dort hineinstecken. Steckt im Steckplatz hingegen bereits ein Stäbchen, muss es der Spieler herausziehen und zu seinem eigenen Stäbchenvorrat nehmen. Eine risikoreichere Variante ist, dass der Spieler alle Stäbchen des Deckels entnehmen muss.
Ab der zweiten Runde darf jeder Spieler solange würfeln, bis er ein oder alle Stäbchen nehmen muss (er darf aber auch schon vorher abbrechen).

### Spiel mit zwei Würfeln
Bei dieser Spielvariante würfelt jeder Spieler reihum mit beiden Würfeln gleichzeitig. Er hat nun zwei Möglichkeiten.
Erstens kann der Spieler sich dafür entscheiden, schlicht die beiden Aktionen ausführen, die den Augenzahlen entsprechen (bei „5 + 6“ also etwa ein Stäbchen ins Loch und ein Stäbchen in Platz „5“ stecken).
Zweitens kann der Spieler auch die Summe der beiden Augenzahlen berechnen (bei „1 + 5“ also 6) und einen entsprechenden Zug ausführen; übersteigt die Augensumme den Wert 6, darf der Spieler die Augensumme nach Wunsch in zwei günstige Summanden aufteilen und sodann beide Aktionen ausführen: würfelt er also beispielsweise „3 + 4“, so darf er „1“ und „6“ setzen oder auch „2“ und „5“.
In einer weiteren Variante des Spiels wird vom Spieler die Augensumme der beiden Würfel berechnet. Die Augensumme nimmt Werte zwischen 2 und 12 an, Erwartungswert ist 7. Der Spieler, der am Zug ist, berechnet die Differenz zwischen seiner Augensumme und der 7 (dies ist ein Wert zwischen 0 und 5) und setzt entsprechend. Würfelt er Augensumme 7, darf er eines seiner Stäbchen in das Loch, das mit „6“ beschriftet ist, hineinwerfen.

## Gewinnstrategie
Beim Spiel mit einem Würfel und zwei Spielern ist die optimale Strategie, die die Gewinnchancen maximiert, für bis zu 12 Stäbchen bekannt. Wenn 1 bis 3 Stäbchen auf dem Deckel sind und der Spieler die Wahl hat weiter zu würfeln, maximiert er/sie seine/ihre Gewinnchance wenn er/sie weiter würfelt. Wenn 4 Stäbchen auf dem Deckel sind, ist es ratsam aufzuhören, es sei denn beide Spieler haben noch genau 1 Stäbchen in der Hand, in dem Fall ist es besser weiter zu würfeln. Wenn 5 Stäbchen auf dem Deckel sind, ist es immer ratsam aufzuhören. Wenn 3 Stäbchen auf dem Deckel sind und noch 10 oder mehr Stäbchen in den Händen der beiden Spieler, sind die Gewinnchancen fast identisch, wenn weiter gewürfelt wird oder nicht.
Bei mehr als zwei Spielern ist die optimale Strategie nicht bekannt. In Simulationsstudien zeigt sich jedoch, dass es sich lohnt, so oft wie möglich zu würfeln. Diese Strategie gewinnt in einem Umfeld von 2–5 Spielern öfters als mehr zurückhaltende Strategien, welche bei 4 oder 5 Stäbchen im Deckel aufhören.
Insgesamt hat der Spieler der anfängt eine erhöhte Wahrscheinlichkeit das Spiel zu gewinnen. Sind es zwei Spieler, die beide die oben beschriebene optimale Gewinnstrategie folgen, liegt die Gewinnwahrscheinlichkeit des Anfangsspielers bei ca. 60 %.

## Geschichte
Zur Geschichte oder zum Alter des Spiels ist nicht viel bekannt. Allerdings wurde 1998 eine Version des Spiels des MESPI-Verlags von „spiel gut“ als für Kinder pädagogisch wertvoll ausgezeichnet.